# Доњи Граховљани
Доњи Граховљани су насељено место у саставу града Пакраца, у западној Славонији, Република Хрватска.

## Историја
Све до пописа становништва 1948. године Граховљани су статистички вођени као јединствено село, а тада су подељени на три села: Доње, Средње и Горње Граховљане.

## Култура
У Доњим Граховљанима је седиште истоимене парохије Српске православне цркве. Парохија Доњи Граховљани припада Архијерејском намесништву пакрачко-даруварском у саставу Епархије Славонске а чине је и села Сирач и Дереза. У Доњим Граховљанима се налази храм Српске православне цркве посвећен Светим апостолима Петру и Павлу изграђен 1746. године. Црква је демолирана 1991. године.

## Становништво
На попису становништва 2011. године, Доњи Граховљани су имали 33 становника.
| Националност       | 1991.        |
| Срби               | 155 (82,44%) |
| Хрвати             | 22 (11,70%)  |
| Југословени        | 5 (2,65%)    |
| остали и непознато | 6 (3,19%)    |
| Укупно             | 188          |